# Passiflora serratifolia
Passiflora serratifolia je biljka iz porodice Passifloraceae.

## Sinonimi
- Granadilla serratifolia (L.) Medik., Malvenfam. 97. 1787.
- Passiflora denticulata Sessé & Moc., Fl. Mexic. (ed. 2). 208. 1894.